# Kevin Hooks
Kevin Hooks (19 de septiembre de 1958) es un actor estadounidense de televisión y director de cine y televisión.

## Biografía
Nació en Filadelfia, Pensilvania. Es hijo de Robert Hooks, un director y actor que actuó en varias películas en los años setenta.
Es conocido por su papel en la película Sounder y también por su actuación en The White Shadow. Ha dirigido Passenger 57. También ha trabajado como director y productor en Prison Break. En 2003 dirigió la película de la cadena ABC Wonderful World of Disney junto con Paul Winfield.

## Filmografía

### Director
- Agents of S.H.I.E.L.D. (3 episodios, 2014-2017)
- Prison Break (10 episodios, 2006-2008)
- Lincoln Heights (2 episodios, 2007)
- 24 (4 episodios, 2004-2005)
- Alias (2 episodios, 2005)
- Lost (2 episodios, 2004-2005)
- NYPD Blue (3 episodios, 2001-2004)
- Soul Food (5 episodios, 2000-2004)
- Cold Case (1 episodio, 2004)
- Without a Trace (2 episodios, 2003-2004)
- Las Vegas (1 episodio, 2003)
- Sounder (2003)
- Philly (2 episodios, 2001-2002)
- The Color of Friendship (2000)
- Lie Detector (1999)
- Black Dog (1998)
- Fled (1996)
- Irresistible Force (1993)
- Passenger 57 (1992)
- Murder Without Motive: The Edmund Perry Story (1992)
- Heat Wave (1990)
- Midnight Caller (2 episodios, 1988-1989)
- Probe (1 episodio, 1988)
- Once a Hero (1 episodio, 1987)
- Vietnam War Story (1 episodio, 1987)
- V (3 episodios, 1984-1985)
- St. Elsewhere (4 episodios, 1983-1984)

### Productor
- Breakout (productor) (10 episodios, 2011-presente)
- Prison Break (productor ejecutivo) (44 episodios, 2006-2008) (coproductor ejecutivo) (9 episodios, 2006)
- Lincoln Heights (productor ejecutivo) (13 episodios, 2007)
- Dragnet (coproductor ejecutivo) (4 episodios, 2003)
- Sounder (2003) (productor)
- Philly (2001) Serie (productor ejecutivo) (episodios desconocidos)
- City of Angels (2000) Serie (productor ejecutivo) (episodios desconocidos)
- The Color of Friendship (2000) (productor)

### Actor
- Soul Food --- Ginder T. Jones (1 episodio, 2000)
- Glory & Honor (1998)  --- Sam June
- Innerspace (1987) --- Duane
- For Members Only (1983)  --- Eddie Holmes
- The White Shadow --- Morris Thorpe (31 episodios, 1978-1981)
- Take Down (1979) --- Jasper MacGrudder
- Just an Old Sweet Song (1976) --- Junior
- The Rookies --- Lonnie Clements (1 episodio, 1976)
- Aaron Loves Angela (1975) --- Aaron
- Sounder (1972) --- David Lee Morgan
- J.T. (1969) --- J.T. Gamble